# كرايغ ديفيز
كرايغ ديفيز (بالإنجليزية: Craig Davies)‏ هو لاعب هوكي الحقل أسترالي، ولد في 1967.

## وصلات خارجية
- كرايغ ديفيز على موقع أوليمبيديا (الإنجليزية)
- كرايغ ديفيز على موقع اللجنة الأولمبية الأسترالية (الإنجليزية)